# Getsovo
Getsovo (Bulgaars: Гецово) is een dorp in het noordoosten van Bulgarije, gelegen in de gemeente Razgrad in oblast Razgrad. Het dorp ligt hemelsbreed ongeveer 4 km ten noordwesten van de stad Razgrad en 272 km ten noordoosten van de hoofdstad Sofia.

## Bevolking
Het dorp Getsovo had bij een schatting van 2021 een inwoneraantal van 1.645 personen. Dit waren 129 mensen (-7,3%) minder dan 1.774 inwoners bij de officiële census van februari 2011. De gemiddelde jaarlijkse groei in die periode komt daarmee uit op -0,71%, hetgeen lager is dan het landelijk jaarlijks gemiddelde over deze periode (-0,63%). Het recordaantal inwoners werd bereikt in 1965, toen er 2.705 personen in het dorp werden geregistreerd. 
- 1934 2654
Koninkrijk Bulgarije
- 1946 2677
Volksrepubliek Bulgarije
- 1956 2484
Volksrepubliek Bulgarije
- 1965 2705
Volksrepubliek Bulgarije
- 1992 2340
Republiek Bulgarije
- 2001 2038
Republiek Bulgarije
- 2011 1774
Republiek Bulgarije
- 2021 1645
Republiek Bulgarije

- Koninkrijk Bulgarije
- Volksrepubliek Bulgarije
- Republiek Bulgarije

In het dorp wonen nagenoeg uitsluitend etnische Bulgaren. In de optionele volkstelling van 2011 identificeerden 1.696 van de 1.715 ondervraagden zichzelf met de Bulgaarse etniciteit - bijna 99% van de bevolking.
| Etnische samenstelling van de respondenten (2011) | Etnische samenstelling van de respondenten (2011) | Etnische samenstelling van de respondenten (2011) | Etnische samenstelling van de respondenten (2011) | Etnische samenstelling van de respondenten (2011) |
| ------------------------------------------------- | ------------------------------------------------- | ------------------------------------------------- | ------------------------------------------------- | ------------------------------------------------- |
|                                                   |                                                   |                                                   |                                                   |                                                   |
| Bulgaren                                          | Bulgaren                                          |                                                   | 98,9%                                             | 98,9%                                             |
| Turken                                            | Turken                                            |                                                   | 0,3%                                              | 0,3%                                              |
| Roma                                              | Roma                                              |                                                   | 0,0%                                              | 0,0%                                              |
| Anders/Onbekend                                   | Anders/Onbekend                                   |                                                   | 0,8%                                              | 0,8%                                              |